# Joseph Bell
Joseph Bell, JP, DL, FRCS (Edimburgo, 2 de diciembre de 1837-Edimburgo, 4 de octubre de 1911) fue un médico y profesor escocés en el Edinburgh Infirmary de la Universidad de Edimburgo. Fue un precursor de la medicina forense y su método analítico influyó en el escritor Sir Arthur Conan Doyle, que lo conoció en 1877 al cursar sus estudios de medicina, a la hora de modelar su famoso personaje de Sherlock Holmes.

## Biografía
Nació en Edimburgo el 2 de diciembre de 1837, en el seno de una familia con precedentes en el campo de la medicina, entre los que destacaba Sir Charles Bell, conocido por la descripción de la parálisis de Bell.

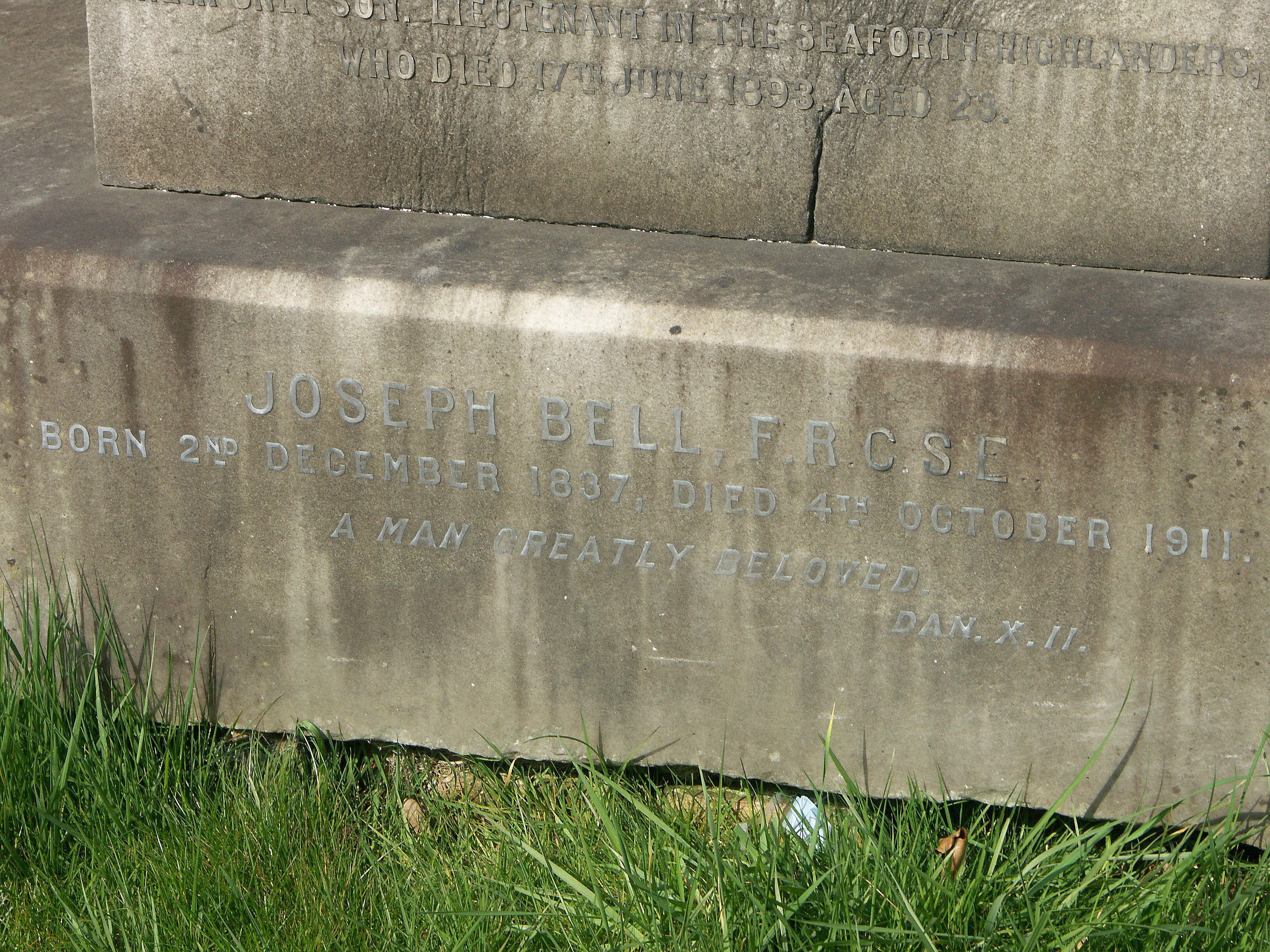
Tumba de Joseph Bell en Edimburgo.

Bell fue un hombre de gran energía, poeta aficionado, deportista y aficionado a las aves. Estudió con precisión aspectos como el modo de caminar, el acento, las manos y la indumentaria de una persona y con esta información podía llegar a determinar muchas cosas. Así, solía animar a sus alumnos a reconocer a sus pacientes como un zapatero zurdo o como un sargento jubilado que había servido en Barbados mediante la observación precisa del individuo y la deducción lógica. A menudo asombraba tanto al propio paciente como a sus alumnos haciendo afirmaciones de esta índole, a veces incluso antes de que el paciente dijera nada.
Se cree que el personaje representado en la serie de televisión estadounidense House M. D. está basado en Joseph Bell. Esto concuerda con el carácter cínico y malhumorado del personaje y su increíble capacidad para diagnosticar casos complejos. Existe también la suposición de que el ficticio doctor Gregory House es una representación médica de Sherlock Holmes, así como el Dr. Wilson es análogo al asistente John H. Watson.
Bell era consciente de que Doyle lo había tomado como referencia para su obra detectivesca y lo llevaba a gala. Siempre mantuvo interés en su alter ego e incluso prologó uno de los libros de Sherlock Holmes.
Falleció en Edimburgo el 4 de octubre de 1911, a los 73 años.